# جيوفيزياء استكشافية

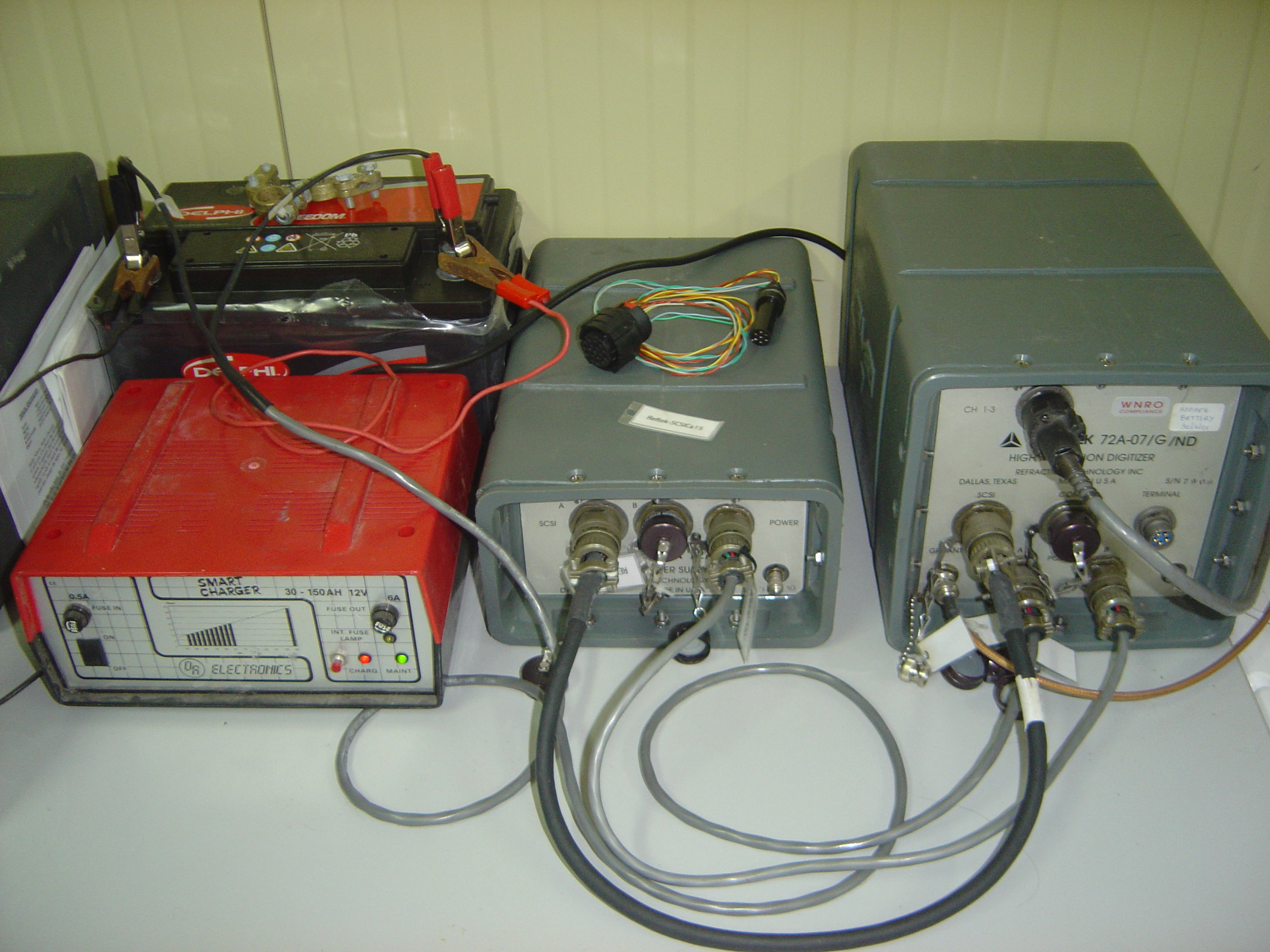

الجيوفيزياء الاستكشافية هي الفرع التطبيقي لعلم فيزياء الأرض، والذي يستخدم طرقًا خاصة بالأرض لقياس الخصائص الفيزيائية لطبقة الأرض الموجودة تحت السطح، وكذلك الشذوذ في هذه الخصائص، وذلك من أجل التنقيب عن وجود المعادن الخام والهيدروكربونات والخزانات الحرارية الأرضية، وخزانات المياه الجوفية وغيرها من البنية الجيولوجية، أو استنتاج أماكنها.
والجيوفيزياء الاستكشافية هي التطبيق العملي للطرق الفيزيائية (مثل الزلزالية والجاذبية والمغناطيسية والكهربائي، والكهرومغناطيسية) لقياس الخصائص الفيزيائية للصخور، وعلى وجه الخصوص، للكشف عن الاختلافات الفيزيائية القابلة للقياس بين الصخور التي تحتوي على رواسب خام أو هيدروكربونات وتلك التي لا تحتوي.
يمكن أن تستخدم الجيوفيزياء الاستكشافية للكشف بشكل مباشر عن الأسلوب المستهدف للتمعدن، وذلك عن طريق قياس الخصائص الفيزيائية مباشرة. فيمكن، على سبيل المثال، قياس تباين الكثافة بين خام الحديد وصخور السيليكات الجدارية، أو قياس تباين الموصلية الكهربائية بين معادن الكبريتيد الموصلة ومعادن السيليكات العقيمة.

## الطرق الجيوفيزيائية
تشمل التقنيات الأساسية المستخدمة ما يلي:
1. الطرق السيزمية، مثل المسح السيزمي الانعكاسي والانكسار السيزمي والتصوير الشعاعي السيزمي.
2. تقنيات علم المساحة و الجاذبية، وتشمل قياس التدرج التثاقلي.
3. التقنيات المغناطيسية، وتشمل طرق المسح المغناطيسي الجوي.
4. التقنيات الكهربائية، وتشمل التصوير المقاومي الكهربائي والاستقطاب المستحث.
5. الطرق الكهرومغناطيسية، مثل التصوير الكهرومغناطيسي الجيوفيزيائي ورادار قياس الأرض، وطرق المسح الكهرومغناطيسي العابرة.
6. جيوفيزياء حُفَر التخريم، وتسمى أيضًا سجل الحُفَر.
7. تقنيات الاستشعار عن بعد، وتشمل التصوير الطيفي الفائق.

وقد تم تطوير العديد من التقنيات الأخرى، أو الطرق الناتجة من إدماج التقنيات أعلاه، واستخدامها حاليًا. ولكنها ليست شائعة بسبب فعالية التكاليف و/أو صلاحية التطبيق و/أو عدم التأكد من النتائج.

## الاستخدام
تستخدم الجيوفيزياء الاستكشافية أيضًا لرسم خريطة للبنية تحت السطحية لمنطقة ما، وذلك لتوضيح البنية السفلية، والتوزيع المكاني للوحدات الصخرية، فضلاً عن الكشف عن البنية مثل الصدوع والطيات والصخور التدخلية. وتعتبر هذه طريقة غير مباشرة لتقييم احتمال وجود رواسب خام أو تراكمات الهيدروكربون.
كما يمكن أيضًا استخدام الطرق المتنوعة المستخدمة في الكشف عن الرواسب المعدنية أو الهيدروكربونية في مجالات أخرى مثل رصد التأثير البيئي، و تصوير المواقع الأثرية تحت سطح الأرض، والتحقق من المياه الجوفية، ورسم خرائط عن الملوحة تحت السطح، وفحص خصائص التربة من خلال الهندسة المدنية، وتصوير ما بين الكواكب.

### التنقيب عن المعادن
يمكن أن تكون طرق المسح المغناطيسي مفيدة في تحديد الشذوذ المغناطيسي، والذي يمثل وجود الخام (الكشف المباشر)، أو في بعض الحالات الشوائب المعدنية المرتبطة برواسب خام (الكشف غير المباشر أو الاستنتاجي).
تتضمن الطريقة الأكثر مباشرة لاكتشاف الخام بواسطة المغناطيسية اكتشاف تمعدن خام الحديد من خلال رسم خرائط الشذوذ المغناطيسي المرتبط بتكوينات الحديد المدمجة، والتي تحتوي عادة على نسبة من أكسيد الحديد الأسود. كما يمكن اكتشاف تمعدن الشوائب المعدنية المتحولة بالتلامس والتي تحتوي عادة على أكسيد الحديد الأسود، على الرغم من أن المعدن الخام نفسه قد يكون غير مغناطيسي. وبالمثل، فإن أكسيد الحديد الأسود والهيماتيت وغالبًا البيروتيت هي معادن مرتبطة عادة بالتحوّل الحراري المائي، ويمكن اكتشاف هذا التحول لاستنتاج تأثر الصخور بشيء حراري مائي ممعدِن.
ويمكن استخدام طرق المسح التثاقلية (بالجاذبية) لاكتشاف أجسام الصخور الكثيفة الموجودة داخل التكوينات المضيفة من الصخور الجدارية الأقل كثافة. ويساعد ذلك في الاكتشاف المباشر لرواسب نهر المسيسيبي، ورواسب خام النحاس والذهب داخل تكوينات أكسيد الحديد (IOCG)، ورواسب خام الحديد، والشوائب المعدنية المتحولة بالتلامس، والمخترقات الملحية، والتي يمكن أن تشكل النفط والغاز.
يمكن استخدام طرق المسح الكهرومغناطيسي (EM) للكشف عن مجموعة كبيرة ومتنوعة من رواسب الكبريتيد لمعدن القاعدة، وذلك من خلال الكشف عن شذوذ الموصلية التي يمكن أن تتولد حول أجسام الكبريتيد تحت سطح الأرض. كما تساعد طرق المسح الكهرومغناطيسي في اكتشاف رواسب اليورانيوم داخل قناة النهر القديم، والمرتبطة بالطبقات الجوفية السطحية، والتي تستجيب عادة لطرق المسح الكهرومغناطيسي عند التحميل الزائد التوصيلي. وتعتبر هذه طريقة استنتاجية غير مباشرة للكشف عن التمعدن.
تتم عمليات المسح الكهرومغناطيسي الإقليمية بالطرق المحمولة جوًا، باستخدام معدات المسح الكهرومغناطيسي التي تحملها طائرات ثابتة الأجنحة أو طائرات الهليكوبتر. وتعتمد طرق المسح الكهرومغناطيسي السطحية غالبًا على طرق المسح الكهرومغناطيسي العابرة التي تستخدم حلقات سطحية مع جهاز استقبال سطحي، أو أداة تثقيب سفلي يتم إنزالها في حفرة تخريم تقطع عرضيًا جسم التمعدن. ويمكن لهذه الطرق تخطيط أجسام الكبريتيد في الأرض بالأبعاد الثلاثية، وتوفير معلومات لعلماء الجيولوجيا لتوجيه المزيد من عمليات التنقيب الاستكشافي على التمعدن المعروف. ونادرًا ما تستخدم طرق المسح الحلقي السطحي للاستكشاف الإقليمي، غير أنه قد تستخدم هذه الطرق في بعض الحالات بنجاح (مثل طرق مسح SQUID لأجسام خام النيكل).
ويمكن استخدام الطرق المقاومة للكهربائية، مثل طرق الاستقطاب المستحث لاكتشاف أجسام الكبريتيد مباشرة، فضلاً عن الفحم والصخور المقاومة، مثل صخور الملح والكربونات.

### النفط والغاز
المسح السيزمي الانعكاسي من التقنيات الجيوفيزيائية الأكثر استخدامًا في استكشاف المواد الهيدروكربونية. حيث يتم استخدامها لرسم خريطة لتوزيع الطبقات تحت السطحية وبنيتها للمساعدة في تحديد التراكمات المحتملة للهيدروكربونات. سجل الحُفَر (رصد بئر) هو تقنية أخرى مستخدمة على نطاق واسع، وتوفر معلومات هامة ودقيقة للغاية عن خصائص الصخور والسوائل في مقطع رأسي، على الرغم من أنها محدودة في النطاق المساحي. وهذا القيد في النطاق المساحي هو السبب وراء كون تقنيات المسح السيزمي الانعكاسي أكثر شيوعًا، فهي توفر وسيلة لتسجيل واستنتاج معلومات عن سجل الحفر لمساحة أكبر.
تستخدم أيضًا طرق المسح بالجاذبية والمسح المغناطيسي الجوي بشكل كبير في استكشاف النفط والغاز. ويمكن استخدامها في تحديد مدى هندسية وعمق بنية جيولوجية مغطاة، وتشمل التقببات، والأحواض الرسوبية، والصدوع، والطيات، والمخترقات الذائبة البركانية، والمخترقات الملحية بسبب الكثافة والقابلية المغناطيسية الفريدة لها مقارنة بالصخور المجاورة.
وقد استخدمت تقنيات الاستشعار عن بعد، وتحديدًا التصوير الطيفي الفائق ، لاكتشاف النزّ الهيدروكربوني الدقيق باستخدام البصمة الطيفية للتربة المتغيرة جيوكيميائيًا والكساء النباتي.
ويمكن أن توفر طريقة التصوير الكهرومغناطيسي الجيوفيزيائي والاستشعار الكهرومغناطيسي محدود المصدر الكشف شبه المباشر عن الهيدروكربونات، من خلال استكشاف التغيرات المقاومية. كما يمكنها استكمال البيانات السيزمية عند التصوير تحت الأملاح.

### الهندسة المدنية
إن رادار قياس الأرض في مجالات التشييد والهندسة المدنية فعّال في العديد من الاستخدمات، والتي من بينها استكشاف المرافق (الماء المطمور، والغاز، والصرف الصحي، والكابلات الكهربائية، وكابلات الاتصالات السلكية واللاسلكية)، ورسم خرائط للتربة اللينة والغطاء الصخري للخصائص الجيوتقنية، وغيرها من الاستخدامات المشابهة.
ويستخدم مجال الهندسة المدنية أيضًا معلومات الاستشعار عن بعد لرسم خرائط الطبوغرافيا والتخطيط وتقييم التأثيرات البيئية. وتستخدم طرق المسح الكهرومغناطيسي المحمولة جوًا أيضًا لوصف الرواسب الناعمة في تخطيط وهندسة الطرق والسدود والمنشآت الأخرى.
إن طريقة التصوير الكهرومغناطيسي الجيوفيزيائي أثبتت فائدتها في تحديد خزانات المياه الجوفية، ورسم خرائط للصدوع حول المناطق التي بها مواد خطرة (مثل محطات الطاقة النووية ومرافق تخزين النفايات النووية)، ورصد الزلازل مسبقًا في المناطق ذات الأبنية الكبيرة مثل السدود الكهرومائية المعرضة لمستويات عالية من النشاط الزلزالي.
BS 5930 هو المعيار المستخدم في المملكة المتحدة كقانون لممارسة فحص خصائص التربة.

### علم الآثار
انظر أيضًا: المسح الجيوفيزيائي (آثار)
رادار قياس الأرض يمكن استخدامه لرسم القطع الأثرية المدفونة، مثل المقابر، ومستودعات الجثث، ومواقع الحطام، وغيرها من المواقع الأثرية المدفونة قرب السطح.
ويمكن استخدام طرق المسح المغناطيسي الأرضي للكشف عن المعادن الحديدية المطمورة، وبذلك يفيد في الاستدلال على حطام السفن، وساحات القتال الحديثة التي تتناثر فيها الحطام المعدنية، وحتى الاختلالات الدقيقة مثل الآثار القديمة على نطاق واسع.
ويمكن استخدام أنظمة السونار للكشف عن حطام السفن.

### الطب الشرعي
رادار قياس الأرض يمكن استخدامه للكشف عن مواقع المقابر.

### الكشف عن الذخائر غير المنفجرة
يمكن استخدام طرق المسح المغناطيسي والكهرومغناطيسي لتحديد أماكن الذخائر غير المنفجرة.